# Oudemolen
Oudemolen – wieś w Holandii, w prowincji Drenthe, w gminie Tynaarlo. W miejscowości znajduje się zabytkowy wiatrak De Zwaluw.